# Acontia pauliani
Acontia pauliani là một loài bướm đêm trong họ Noctuidae.